# Antonius Jammers
Antonius Jammers (* 2. Februar 1937 in Radebeul; † 1. Dezember 2020 in Berlin) war ein deutscher Jurist und Bibliothekar. Von 1995 bis 2002 war er Generaldirektor der Staatsbibliothek zu Berlin.

## Leben

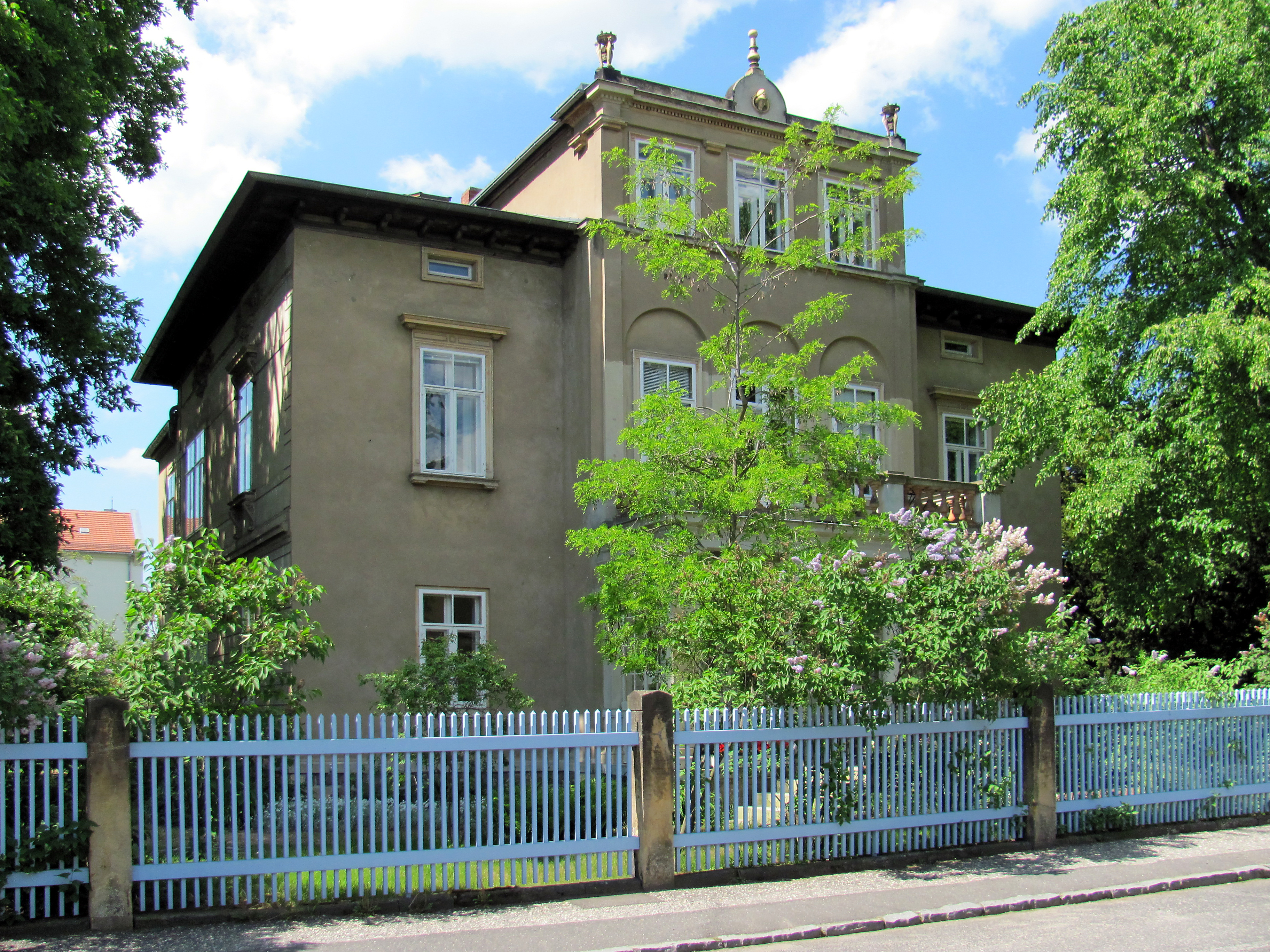
Elternhaus Zillerstraße 11 in Radebeul

Antonius Jammers, Sohn des Musikwissenschaftlers und Bibliothekars Ewald Jammers (1897–1981) lebte bis zur Flucht der Familie wenige Tage vor der Bombardierung Dresdens in der heute denkmalgeschützten Villa Zillerstraße 11 in Radebeul.
Nach dem Studium der Rechtswissenschaften und der Promotion 1964 an der Universität Heidelberg absolvierte er in Köln die Ausbildung für den höheren Bibliotheksdienst. Seine erste Anstellung als Bibliothekar war an der Universitätsbibliothek Heidelberg, von dort wechselte er nach Bonn zur Bibliothek des Bundesministeriums der Justiz.
Zum 1. März 1971 übernahm er im neu gegründeten Ministerium für Wissenschaft und Forschung des Landes Nordrhein-Westfalen das Referat für wissenschaftliche Bibliotheken und leitete es bis 1995. Als Vorsitzender der im Oktober 1971 vom Wissenschaftsminister eingesetzten ‚Planungsgruppe Bibliothekswesen im Hochschulbereich Nordrhein-Westfalen beim Minister für Wissenschaft und Forschung des Landes Nordrhein-Westfalen’ war er einer der Initiatoren und Promotoren der zum 1. August 1972 gegründeten Gesamthochschulbibliotheken in Duisburg, Essen, Paderborn, Siegen und Wuppertal – den heutigen Universitätsbibliotheken Duisburg-Essen, Paderborn, Siegen und Wuppertal – sowie des regionalen Bibliotheksverbundes in Nordrhein-Westfalen.
Von 1995 bis zu seiner Pensionierung 2002 war er einer der fünf Generaldirektoren der Stiftung Preußischer Kulturbesitz und zuständig für die Staatsbibliothek zu Berlin. Die Zusammenführung der auf West- und Ostberlin verteilten Bibliotheken fiel in sein Resort. Für seine Verdienste erhielt er 2006 die Rahel-Varnhagen-von-Ense-Medaille, eine Auszeichnung des Landes Berlin.

## Veröffentlichungen (Auswahl)
- Die Heidelberger Juristenfakultät im neunzehnten Jahrhundert als Spruchkollegium (= Heidelberger rechtswissenschaftliche Abhandlungen N.F. 14). C. Winter, Heidelberg 1964 (= Dissertation).
- Vorschläge für den Aufbau des Bibliothekswesens an den fünf neuen Gesamthochschulen in Nordrhein-Westfalen. In: Vom Strukturwandel deutscher Hochschulbibliotheken. Hrsg. von Wolf Haenisch und Clemens Köttelwesch. Frankfurt am Main 1973 (= Zeitschrift für Bibliothekswesen und Bibliographie. Sonderheft 14). S. 30–43; elektronische Veröffentlichung. Hrsg. von Dietmar Haubfleisch. Paderborn: Universitätsbibliothek, 2012: https://digital.ub.uni-paderborn.de/ubpb/urn/urn:nbn:de:hbz:466:2-9627
- Die Hochschulbibliotheken im Umbruch. In: Informationen MWF. Aus dem Ministerium für Wissenschaft und Forschung des Landes Nordrhein-Westfalen. Heft 10: April 1974, S. 9–13; er wurde wiederabgedruckt in: Verband der Bibliotheken des Landes Nordrhein-Westfalen. Mitteilungsblatt. N.F., Jg. 24 (1974), H. 3: September, S. 203–208; elektronische Veröffentlichung. Hrsg. von Dietmar Haubfleisch. Paderborn: Universitätsbibliothek, 2012: https://digital.ub.uni-paderborn.de/ubpb/urn/urn:nbn:de:hbz:466:2-9683.
- Einleitung. In: Bibliotheksverbund in Nordrhein-Westfalen. Planung und Aufbau der Gesamthochschulbibliotheken und des Hochschulbibliothekszentrums 1972-1975. Hrsg. von Klaus Barckow, Walter Barton, Antonius Jammers, Roswitha Schwan-Michels und Gisela Süle. München 1976 (=Bibliothekspraxis, 19), S. 7–9; elektronische Veröffentlichung. Hrsg. von Dietmar Haubfleisch. Paderborn: Universitätsbibliothek, 2012: https://digital.ub.uni-paderborn.de/ubpb/urn/urn:nbn:de:hbz:466:2-10072.
- Zum Bedarf an Leseplätzen in Hochschulbibliotheken. In: Vom Bauen neuerer Bibliotheken. Erinnerungen, Erfahrungen, Planungen. Hrsg. von Rolf Fuhlrott. Wiesbaden 1979 (= Das Buch und sein Haus, 2), S. 163–178; elektronische Veröffentlichung. Hrsg. von Dietmar Haubfleisch. Universitätsbibliothek, Paderborn 2012: https://digital.ub.uni-paderborn.de/ubpb/urn/urn:nbn:de:hbz:466:2-10232.
- Einige Gedanken zur Zusammenarbeit wissenschaftlicher Bibliotheken. In: Bücher für die Wissenschaft. Bibliotheken zwischen Tradition und Fortschritt. Festschrift für Günter Gattermann zum 65. Geburtstag. Hrsg. von Gert Kaiser. München [u. a.] 1994, S. 389–401; elektronische Veröffentlichung. Hrsg. von Dietmar Haubfleisch. Paderborn: Universitätsbibliothek, 2012: https://digital.ub.uni-paderborn.de/ubpb/urn/urn:nbn:de:hbz:466:2-10205.
- (Hrsg.): Bibliotheksstempel : Besitzvermerke von Bibliotheken in der Bundesrepublik Deutschland. Wiesbaden: Reichert, 1998